# نجیب فارسانی
نجیب فارسانی (انگلیسی: Najib Farssane؛ زادهٔ ۱۱ ژوئن ۱۹۸۱) بازیکن فوتبال اهل فرانسه است.
از باشگاه‌هایی که در آن بازی کرده‌است می‌توان به باشگاه فوتبال استاد رنس و باشگاه فوتبال پیزا اشاره کرد.